# Didier Bourguignon
Pour les articles homonymes, voir Bourguignon.
Didier Bourguignon, né le 26 décembre 1962 à Oakland (Californie, États-Unis), est un peintre, illustrateur, sculpteur, graveur, chanteur, musicien, et auteur de bande dessinée belge francophone.

## Biographie

### Jeunesse et formation
Didier Bourguignon naît le 26 décembre 1962 à Oakland en Californie aux États-Unis. Ses parents renonçant à être immigrants, ils décident de rentrer en Belgique alors qu'il a 2 ans. Ce sont ses voisins qui lui feront découvrir la bande dessinée en lui prêtant leurs collections : Tintin, Spirou, Pif-Gadget ou encore Le Journal de Mickey. Plus tard, il découvre Tardi, Jean-Claude Forest, Comès et François Schuiten dans (À suivre) ainsi que Mœbius et Druillet dans Métal hurlant. Il effectue des humanités classiques à l'Athénée Royal Prince Baudouin de Marchin. Ensuite, il étudie à l'École supérieure des arts Saint-Luc de Liège dans la section illustration.

### Les débuts
En 1984, il commence à réaliser des couvertures de magazines pour les Éditions Keesing et des couvertures de romans aux Éditions Labor. Il illustre son premier livre pour enfants Peau de Loup écrit par Françoise Kérisel et publié aux éditions Ipomée en 1985. De 1986 à 1989, il enseignera le dessin, pendant quatre ans, dans ce même établissement, avant de devenir artiste indépendant,. Il collabore à l'album collectif Nous, Tintin, dans lequel il réalise une couverture imaginaire des aventures de Tintin, publié aux Éditions du Lion en 1987,. La même année, en collaboration avec Denis Bodart, il dessine 'Les Aventures de Max Happy End', un court récit de six pages sur un scénario de Denis Larue dans la cinquième livraison du fanzine de bande dessinée Synopsis dirigé par Frédéric Niffle,. Il lance la série jeunesse Ortie West dont il confie la mise en couleur à Janet Gale. Le premier volet de ce polar intitulé Capitaine Futur sort aux éditions Les Humanoïdes associés en 1990, bien qu'étant initialement destiné aux Éditions du Miroir. Michel Vandam y joue le rôle de lecteur. Le second tome Les Démons de Papon est publié dans la foulée l'année suivante. Il intercale sa contribution à l'album collectif au titre explicite Noëls Fripons chez le même éditeur en 1990. L'album est traduit en anglais sous le titre Eros Gone Wild. En 2000, il réalise un livre d'artiste comportant sept gravures illustrant sept poèmes de Guy Goffette pour les éditions parisiennes Signum. En 2003, il produit encore Tout doit partir ! pour Le Comptoir du Livre à Liège et La Maison qui Bouge à Maffe.

### Musicien
En musique, Didier Bourguignon est attiré par la cornemuse puis par le banjo. Il joue d’abord avec un banjo ténor à 3 cordes sur peau de vache avant que son oncle du Connecticut ne lui ramène un bel instrument. Il rejoint les groupes « La Mirabelle » et « Objectif Lune », puis rencontre Tucker Zimmerman qu’il fréquente assidument dans son studio. Il est banjoiste et harmoniciste blues dans le Tucker Zimmerman's Nightshift Trio après l'avoir été dans Continental Silverstones et le sera dans The Backsllders. Il est guitariste de l'auteur-compositeur Olivier Andu. En 2008, il fonde L’Orchestre du vent. L'année suivante, le groupe est au complet et compte 5 musiciens parmi lesquels il est chanteur, et joue du banjo ou de l'harmonica. Le répertoire est de la chanson française orientée folk. Avec cette formation, il sort son premier album en 2011. Tucker Zimmerman, avec qui il noue des liens d'amitié depuis plus de 40 ans, lui compose plusieurs musiques pour ses expositions telles : Paroles d’Oiseaux, Icarus, September 11 ou encore Aeon.

### Artiste pluridisciplinaire
Didier Bourguignon est un artiste pluridisciplinaire : peintre, sculpteur, dessinateur, illustrateur et graveur, il puise son inspiration dans la femme, l'oiseau et la science-fiction. Ses matériaux de prédilection sont le plâtre résine sur multiplex, la tempera à l'œuf et la résine polyester. Il mêle tout autant le papier, le bois ainsi que le carton pour la réalisation de ses œuvres,.

### Une passion atypique
Il possède une passion atypique : la restauration de figurines para-BD. Il tente d'en faire un métier en 2018. Il travaille dans son atelier à Jehay.

### Vie privée
Il est marié et parent.

## Œuvre

### Discographie

#### L'Orchestre du vent
- 2011 : L'Orchestre du vent[19]
  - 1. Knock Knock
  - 2. 1, 2,3, fusée
  - 3. Les Choses
  - 4. Ce soir
  - 5. Mon timing
  - 6. Break Hotel
  - 7. Léonie

#### Françoise Trompette, Didier Bourguignon
- 2019 : Trompette - Bourguignon Au Clos Mayol[20].

### Publications

#### Bande dessinée

##### SérieOrtie West
- 1. Capitaine Futur, Les Humanoïdes associés, Genève, septembre 1990
Scénario et dessin : Didier Bourguignon - Couleurs : Janet Gale -  (ISBN 2-7316-0775-0)
- 2. Les Démons de Papon, Les Humanoïdes associés, Jussy, septembre 1991
Scénario et dessin : Didier Bourguignon - Couleurs : Janet Gale -  (ISBN 2-7316-0907-9)

##### Collectifs
- Nous, Tintin[7], Les Éditions du Lion, Bruxelles, 1987
Scénario : collectif dont Pascal Nottet - Dessin : collectif dont Didier Bourguignon - Couleurs : quadrichromie -  (ISBN 2-87226-000-5),Préface : Wim Wenders. 36 couvertures imaginaires pour une aventure de Tintin.
- Noëls Fripons[10], Les Humanoïdes associés, Jussy, novembre 1990
Scénario et couleurs : collectif - Dessin : collectif dont Didier Bourguignon -  (ISBN 2-7316-0808-0)
- 1001 Visions du sexe, Graph Zeppelin, Noisy-sur-École, 28 novembre 2014
Scénario : Patrice Bauduinet - Dessin : collectif dont Didier Bourguignon - Couleurs : noir et blanc -  (ISBN 979-10-94169-01-8)

##### Fanzines
- Max Happy End[8], avec Denis Larue et Denis Bodart, (6 pages) dans Synopsis no 5 de décembre 1987.

#### Littérature d'enfance et de jeunesse
- Françoise Kérisel (ill. Didier Bourguignon), Peau de Loup, Moulins, Ipomée, janvier 1985, 20 p. (ISBN 2864850486)

#### Travaux d'illustration
Il réalise également des travaux d'illustration pour la Fondation Roi Baudouin, à Bruxelles ainsi que des travaux publicitaires et création d'affiches (La Poste, La Royale Belge, Cora, Delhaize, Rhône-Poulenc).

### Expositions

#### Expositions individuelles
- 1992-1994[6] : 
  - Le Pont des Arts, Malmédy.
  - à la librairie L'Oreille cassée à Huy, et à L'Espace R, Amay, centre culturel de Marche-en-Famenne.
  - au Château de Seilles et à la bibliothèque d'Andenne.
  - Rock à Gogo aux Halles de Schaerbeek.
- 1995[6]-…. :
  - Ambiance Polar, Huy.
  - Galerie Saint-Luc à Liège.
  - Hommage à Tillieux, Château de la Mostée à Huy.
  - Alice au Pays des Merveilles, Galerie Ziggourat, Bruxelles.
  - Paroles d'Oiseaux, Festival d'art à Huy.
- Un millimètre plus loin[21], œuvres récentes (entre autres peintures et dessins), Galerie Duqué et Pirson, Ixelles, du 9 mars au 7 avril 2007.
- La Légende des deux dragons[22], Galerie Juvénal, Huy, septembre 2011.

#### Expositions collectives
- Vyle d'Art[23], Vyle-et-Tharoul (Marchin), en compagnie de Pascal Nottet et Paul Mahoux, les 27 et 28 juillet 1991.

#### Livres
: document utilisé comme source pour la rédaction de cet article.
- Paul Piron, Dictionnaire des artistes et plasticiens de Belgique des XIXe et XXe siècles, vol. 2, t. 1, Lasnes, Éditions Arts in Belgium, 2003, 1900 p., 25 cm (ISBN 9782930338118 et 2930338113, OCLC 1400417005, présentation en ligne), p. 141. .
- Jacques Fiérain, « Bourguignon, Didier », dans La BD dans les provinces de Liège, Namur et Luxembourg, Charleroi, Éd. l'Âge d'or, 2004, 112 p., ill. ; 31 cm (ISBN 9782960019698, OCLC 470388297, présentation en ligne), p. 14. .
- Philippe Mellot, Michel Denni, Laurent Turpin et Isabelle Morzadec, Trésors de la bande dessinée : BDM 2025-2026 - Catalogue encyclopédique et Argus, Paris, Les Arènes, novembre 2024, 24e éd., 1839 p., ill. ; 23 cm (ISBN 979-10-37512-61-1, OCLC 1478218824, présentation en ligne), p. 1038. .

### Émissions de télévision
- Métier atypique: restaurateur de figurines de BD sur Qu4tre Liège Média, présentation : Sophie Driesen et Christophe Libert (2 min 52 s), 24 avril 2018.